# Patrick Laidlaw
Pour les articles homonymes, voir Laidlaw.
Patrick Playfair Laidlaw (26 septembre 1881-19 mars 1940) est un virologue britannique.
Il est l'un des scientifiques du Medical Research Coucil (Conseil de recherche médicale) qui isolèrent, en 1933, le virus de la grippe chez l'homme.